# Abaz II. Hilmi
Abaz II. Hilmi (Aleksandrija, 14. srpnja 1874. – Ženeva, 20. prosinca 1944.), treći egipatski kediv
Došao je u sukob s Engleskom, jer je 1882. godine okupirala Egipat. Kad je Engleska proglasila protektorat nad Egiptom, svrgnut je s prijestolja (19. prosinca 1914. g.). Ostao je u emigraciji baveći se novčanim poslovima, što ga je najviše zanimalo i kao egipatskog vladara. 